# 亚当·韦斯特
亚当·韦斯特（英語：Adam West，原名William West Anderson，1928年9月19日—2017年6月9日），美國演員，因美国广播公司電視劇《蝙蝠俠》和1966年电影而聞名。跟玛塞尔·李尔在1970年結婚2017年（韦斯特過世），育有六子。

## 生平
韋斯特出生於華盛頓州瓦拉瓦拉，就讀瓦拉瓦拉高中。十五歲時父母離婚，遷至西雅圖，並轉學至湖濱中學完成高中學業。他畢業於惠特曼學院，主修文學輔修心理學。大學期間，韋斯特參加了Beta Theta Pi兄弟會及演講辯論隊。後被徵召至美國陸軍，進入美軍廣播電台擔任主播。退伍後擔任牛奶送貨員並搬至夏威夷追求電視事業。主要工作為演員、配音員。
亞當韋斯特最讓觀眾熟悉的演出莫過於是60年代電視影集版本的蝙蝠俠，亞當韋斯特飾演主角布魯斯威恩/蝙蝠俠一角。該影集於1966-1968年間共播出三季120集。該影集風格不同於21世紀蝙蝠俠系列嚴肅灰暗的風格，以較為輕鬆詼諧的方式呈現，播出後受到當年廣大觀眾的喜愛，更入圍1966年艾美獎最佳喜劇作品，也是蝙蝠俠歷史中重要的作品之一。
亞當韋斯特於美國時間2017年6月9日，在洛杉磯因白血病逝世，享年88歲。。